# 渡部伸
渡部 伸（わたなべ しん、1962年（昭和37年） - ）は日本の写真家。山形県鶴岡市出身。

## 経歴
1962年（昭和37年）山形県鶴岡市に生まれる。鶴岡南高校、福島大学経済学部卒業。スタジオアートセンターを経て大澤則昭に師事する。1989年（平成元年） フリーとなる。
1994年（平成6年）有限会社渡部伸事務所設立、代表取締役就任。2000年（平成12年）テレビドラマ『やまとなでしこ』で美術スタッフとなり、タイトルバック写真を担当する。

## 著作物

### 写真集
- 1992年（平成4年） - 『L.L Brothersビジュアルbook - We GONNA Be L.』 小学館 ISBN 4-09-363411-4
- 1996年（平成8年） - 『笑顔のむこうがわ』 角川書店 ISBN 4-04-852659-6
- 2000年（平成12年） - 『松嶋菜々子・イン・ホワイトアウト』 扶桑社 ISBN 4-594-02951-5
- 2000年（平成12年） - 『松嶋菜々子「百年の物語」写真集』 角川書店 ISBN 4-04-853270-7
- 2002年（平成14年） - 『恋に唄えば - 優香写真集』 角川書店 ISBN 4-04-853526-9
- 2002年（平成14年） - 『w-inds. Ryohei』 主婦と生活社 ISBN 4-391-12700-8
- 2002年（平成14年） - 『w-inds. Ryuichi』 主婦と生活社 ISBN 4-391-12701-6
- 2004年（平成16年） - 『Zone summer live 2004 tour document book 』 メディアファクトリー ISBN 4-8401-1151-0
- 2005年（平成17年） - 『ハロハロ!三好絵梨香&岡田唯写真集from美勇伝』 キッズネット ISBN 4-04-894258-1
- 2005年（平成17年） - 『Hold up down V6 photographs』 M.Co. ISBN 4-04-894157-7
- 2007年（平成19年） - 『眉山　母なる山 - 松嶋菜々子』 幻冬舎 ISBN 978-4-344-01322-3